# Иверсен, Эмиль
Эмиль Иверсен (норв. Emil Iversen; род. 12 августа 1991, Мерокер, Нур-Трёнделаг) — норвежский лыжник, четырёхкратный чемпион мира, победитель и призёр этапов Кубка Мира.

## Биография
Эмиль Иверсен родился 12 августа 1991 года в норвежском Мерокере.
Эмиль успешно выступал на юниорских соревнованиях: в 2011 году в эстонском Отепя он стал чемпионом мира среди юниоров в эстафете.
7 декабря 2013 года норвежец дебютировал на соревнованиях Кубка мира: на домашней трассе в Лиллехаммере он стал лишь 37-м в индивидуальной гонке на 15 км классическим стилем.
Но вскоре Эмиль смог достичь своих первых успехов: через два года после своего дебюта он стал третьим в эстафете в том же Лиллехаммере. Затем норвежский лыжник смог развить свой успех: 5 января 2016 года он одержал первую победу в спринте. А в сезоне 2015/2016 он смог повторить это достижение два раза: в финском Лахти и канадском Монреале он становился первым в спринте и масс-старте соответственно. Проведя свой лучший сезон в Кубке мира, Эмиль расположился на высоком восьмом месте в общем зачёте.
В 2017 году принял участие в чемпионате мира, который проходил в Лахти. В личном спринте свободным стилем норвежец дошёл до полуфиналов, в квалификации заняв 14-е место и выиграв свой четвертьфинал. Однако в полуфинале он стал лишь пятым, не попав в финал. В итоговом протоколе он стал десятым. В командном спринте классическим стилем он участвовал в паре с Йоханнесом Клэбо. Напарник каждый свой этап привозил преимущество для Иверсена, однако перед финишем к норвежцу опасно приблизился финский лыжник Ийво Нисканен, в результате чего произошло падение и норвежцы, почти гарантировавшие себе победу, остались без медалей.
В 2019 году на чемпионате мира в австрийском Зефельде норвежец вновь участвовал в паре с Клэбо в командном спринте, однако они бежали в другом порядке: начинал Иверсен, а финишировал Клэбо. На этот раз норвежцы обошлись без проблем и завоевали золотые медали. Вторую победу Иверсен одержал вместе с эстафетной командой, которая финишировала с уверенным преимуществом в 38,8 секунды. Иверсен бежал первый, классический этап. Помимо этих выступлений, норвежец стал пятым в спринте, десятым в раздельной гонке на 15 км и 31-м в скиатлоне.

## Результаты на крупнейших соревнованиях

### Зимние Олимпийские игры
| Олимпийские игры | Спринт | Командный спринт | 15 км раздельный старт | 15+15 км | 50 км масс-старт | Эстафета |
| ---------------- | ------ | ---------------- | ---------------------- | -------- | ---------------- | -------- |
| 2018 Пхёнчхан    | 8      | —                | —                      | —        | 10               | —        |
| 2022 Пекин       | —      | —                | —                      | —        | —                | 2        |

### Чемпионаты мира по лыжным видам спорта
| Чемпионат мира  | Спринт | Командный спринт | 15 км раздельный старт | 15+15 км | 50 км масс-старт | Эстафета |
| --------------- | ------ | ---------------- | ---------------------- | -------- | ---------------- | -------- |
| 2017 Лахти      | 10     | 4                | —                      | —        | —                | —        |
| 2019 Зефельд    | 5      | 1                | 10                     | 31       | —                | 1        |
| 2021 Оберстдорф | 10     | —                | —                      | 5        | 1                | 1        |

## Статистика выступлений в Кубке мира
|                        | 2014/15 | 2015/16 | 2016/17 | 2017/18 | 2018/19 | 2019/20 |
| ---------------------- | ------- | ------- | ------- | ------- | ------- | ------- |
| Общий зачёт Кубка мира | 60      | 8       | 11      | 9       | 6       | 9       |
| Дистанционные виды     | 65      | 15      | 14      | 19      | 10      | 7       |
| Спринтерские виды      | 31      | 9       | 7       | 4       | 8       | 15      |

## Результаты выступлений в Кубке мира
| 2016/2017 Итоги | 2016/2017 Итоги | Рука   | Рука         | Лиллехаммер | Лиллехаммер  | Лиллехаммер | Тур  | Давос        | Давос  | Ла-Клюза    | Ла-Клюза | Валь-Мюстаир | Валь-Мюстаир | Оберстдорф | Оберстдорф  | Тоблах       | Валь-ди-Фьемме | Валь-ди-Фьемме | Тур де Ски | Тоблах | Тоблах  | Ульрисехамн  | Ульрисехамн | Фалун  | Фалун       | Пхёнчхан | Пхёнчхан | Пхёнчхан | Отепя  | Отепя        | Драммен | Осло        | Финал Кубка мира | Финал Кубка мира | Финал Кубка мира | Финал Кубка мира |
| Очков           | Место           | Спр КС | 15 км Инд КС | Спр КС      | 10 км Инд СС | 15 км Пр КС | Итог | 30 км Инд СС | Спр СС | 15 км МС СС | Эст      | Спр СС       | 10 км МС КС  | 20 км Ск   | 15 км Пр СС | 10 км Инд СС | 15 км МС КС    | 9 км Пр СС     | Итог       | Спр СС | КСпр СС | 15 км Инд СС | Эст         | Спр СС | 30 км МС КС | Спр КС   | 30 Ск    | КСпр СС  | Спр СС | 15 км Инд КС | Спр КС  | 50 км МС КС | 5 км Инд СС      | 15 км МС КС      | 15 км Пр СС      | Итог             |
| 653             | 11              | 29     | 2            | 2           | 15           | 5           | 4    | —            | 5      | DNS         | —        | 9            | 18           | 11         | 31          | —            | —              | —              | DNF        | —      | —       | —            | —           | 2      | 1           | —        | —        | —        | —      | 12           | 10      | —           | 21               | 25               | 53               | 32               |

| 2015/2016 Итоги | 2015/2016 Итоги | Рука   | Рука         | Рука        | Тур  | Лил      | Лил | Давос        | Давос  | Тоблах | Тоблах       | Ленцерхайде | Ленцерхайде | Ленцерхайде | Обер   | Обер        | Тоблах       | Валь-ди-Фьемме | Валь-ди-Фьемме | Тур де Ски | Планица | Планица | Нове-Место   | Нове-Место | Др     | Осло        | Стк    | Фалун        | Фалун       | Лахти  | Лахти    | Гат    | Мон           | Квебек | Квебек      | Канмор | Канмор   | Канмор       | Канмор      | Тур Канады |
| Очков           | Место           | Спр КС | 10 км Инд СС | 15 км Пр КС | Итог | 30 км Ск | Эст | 30 км Инд СС | Спр СС | Спр СС | 15 км Инд КС | Спр СС      | 30 км МС КС | 10 км Пр СС | Спр КС | 15 км МС КС | 10 км Инд СС | 15 км МС КС    | 9 км Пр СС     | Итог       | Спр СС  | КСпр СС | 15 км Инд СС | Эст        | Спр КС | 50 км МС КС | Спр КС | 10 км Инд КС | 15 км МС СС | Спр СС | 30 км Ск | Спр СС | 17,5 км МС КС | Спр СС | 15 км Пр СС | Спр КС | 30 км Ск | 15 км Инд СС | 15 км Пр КС | Итог       |
| 871             | 8               | —      | —            | —           | —    | 7        | 3   | —            | —      | 23     | 11           | 36          | 15          | 12          | 1      | 24          | 8            | 6              | 20             | 10         | —       | —       | —            | —          | 37     | —           | —      | 4            | 8           | 1      | —        | 8      | 1             | 11     | 3           | 7      | 17       | 27           | 28          | 7          |